# Carl Smulders
Karel Antoon (Carl) Smulders, ook wel Karl, Karel of Charles Smulders, (Maastricht, 8 mei 1863 - Luik, 21 april 1934) was een Nederlandse componist, pianist en romanschrijver, die de Belgische nationaliteit verkreeg. In 1902 trouwde hij met Anna Maria Charlotte Isabella Fouquet (geb. 4 januari 1861). Het huwelijk bleef kinderloos.

## Levensloop

### Jeugd
Zijn ouders waren de uit Amsterdam afkomstige Frederik Hendrik Smulders, pianotechnicus te Maastricht, en de Sittardse Anna Magdalena Voorgang. Hoewel zij een fascinatie voor pianotechniek deelden, had hij met zijn vader een slechte verstandhouding. Naar eigen zeggen had hij daarvan zijn hele leven last. In 1878 ging de 15-jarige Carl studeren aan het Conservatoire Royal de Musique de Liège. Een van zijn eerste composities was een pianotrio. Het viel zo bij zijn leraren in de smaak dat hij werd vrijgesteld van de meeste lessen en apart compositieles voor koor kreeg van de directeur Jean-Théodore Radoux. Ook studeerde hij piano. In 1886 werd hem een gouden medaille toegekend voor zijn pianoconcert in a-klein. Zijn cantate Andromède werd in 1891 bekroond met de Brusselse Prix de Rome der 'tweede categorie', gedeeld met Guillaume Lekeu. Zijn oudere broer Gerard Smulders, ook pianotechnicus, volgde hun vader op.

### Successen
Smulders werd na zijn eindexamen in 1889 docent harmonieleer en aanvankelijk ook solfège aan hetzelfde conservatorium in Luik dat hem had opgeleid. Om deze aanstelling te kunnen verkrijgen liet hij zich naturaliseren tot Belg. Tot zijn studenten behoorden René Defossez en Benoît Franssen. Als componist kende hij een groeiend succes, mede dankzij de kennismaking met Alphons Diepenbrock. Die had in De Nieuwe Gids een artikel gepubliceerd dat Smulders bijzonder aansprak. Hij stuurde Diepenbrock prompt een partituur van zijn pianoconcert. Die gaf te kennen dat dit concert "het absolute karakter van echtheid" had. Deze wederzijdse complimenten leidden tot een jarenlange vriendschap. Smulders was in zeker opzicht een leidsman voor Diepenbrock, die als autodidact onzeker was over zijn compositorische vaardigheden. Omgekeerd heeft Diepenbrock, die zijn werk "een zonnegloren" noemde, veel bijgedragen aan de verbreiding van de muziek van de weinig op de voorgrond tredende Smulders.
Samen behoorden Diepenbrock en Smulders tot de weinige Nederlandse componisten die zich meer tot de Franse dan de Duitse muziek voelden aangetrokken. In Smulders' werk is dan ook een duidelijke invloed te bespeuren van de school van César Franck, naast verwantschap met de muziek van Edvard Grieg. Hij voelde zich sterk verwant met Francks leerling en vriend Guillaume Lekeu, met wie hij eveneens bevriend raakte. Diens vroege dood in 1894 was een slag die de naar somberheid neigende Smulders moeilijk te boven kwam.
Op 30 april 1896 speelde Smulders zijn pianoconcert in het Amsterdamse Concertgebouw onder leiding van Willem Mengelberg. Het was een succes, maar de componist, die openbare optredens schuwde, ambieerde geen verdere uitvoeringen. Mengelberg waardeerde zijn muziek echter zeer. Hij voerde met het Concertgebouworkest ook de meeste andere orkestwerken van hem uit, waaronder Chant d'amour en Rosch-Haschana (met de cellist Isaac Mossel) bij het ‘Nederlandsch Muziekfeest’ in 1902. Eerder al had Mengelberg de Amsterdamse première gegeven van de instrumentale delen uit Andromède, die aan hem waren opgedragen: Danse des Éthopiens en Marche Solennelle. In de periode 1896 tot 1904 voerde het Concertgebouworkest elf keer een werk van Smulders uit. Andere voorvechters waren Wouter Hutschenruyter, die het Utrechts Stedelijk Orkest dirigeerde in diverse composities van Smulders, en Jan Ingenhoven, die werk van hem liet horen op het 'Hollands muziekfeest' in München in 1906.

### Andere talenten
Smulders was veelzijdig getalenteerd. Net als zijn vader deed hij diverse uitvindingen op het gebied van pianotechniek, zoals een 'pédale expressive' waarmee het timbre of de geluidssterkte van een reeds aangeslagen toon veranderd kon worden. Hij beschreef de werking in zijn geïllustreerde brochure La nouvelle mécanique du piano. Het pedaal werd door de Parijse pianobouwer Gaveau op een aantal vleugelpiano's toegepast. Beroemde pianisten als Ignacy Jan Paderewski, Alfred Cortot, Arthur De Greef en Wilhelm Backhaus en de dirigent Pierre Monteux lieten zich er lovend over uit. Ook de zeer muziekminnende koningin Elisabeth van België had zo'n piano in haar bezit.
Niet alleen schaafde Smulders voortdurend aan het mechaniek van de piano, maar ook aan zijn eigen pianistische techniek. Zo liet hij van zijn beide handen de pees die de vingers verbindt operatief doorsnijden om soepeler te kunnen spelen.
Smulders had ook literair talent, bewonderde de Tachtigers, correspondeerde met Herman Gorter en vertaalde sonnetten van Jacques Perk in het Frans. Hij schreef in de jaren 1906-13 een viertal Franstalige romans, waarmee hij aanzienlijk succes had. In de jaren van de Eerste Wereldoorlog, die hij in Nederland doorbracht, componeerde hij vooral liederen om de Belgische krijgsgevangenen te ondersteunen. Zo schreef hij muziek bij teksten van Lambert Steenhuizen voor koning Albert en koningin Elisabeth. Bij het eeuwfeest van het Luikse conservatorium in 1926 werden voor een enthousiast publiek diverse werken van hem uitgevoerd. Hij bleef er werkzaam tot aan zijn pensionering, toen hij werd opgevolgd door Armand Marsick en Louis Lavoye.

### Einde
Door zijn neiging tot depressiviteit en defaitisme kwam Smulders' creativiteit geleidelijk tot stilstand. In zijn laatste jaren was hij vrijwel vergeten. Hij stierf enkele weken voor zijn 71e verjaardag aan een leverkwaal.
Op 28 april 1936 werd in Maastricht een herdenkingsconcert voor hem georganiseerd door het Maastrichts Stedelijk Orkest onder leiding van zijn oud-leerling Henri Hermans met medewerking van de Mastreechter Staar.

## Postuum, eerbewijzen
Van Smulders' muziek worden soms nog enkele werken voor mannenkoor, zoals La Mer, uitgevoerd door de Mastreechter Staar. Er bestaat een cd-opname van het pianoconcert. Ook Rosch-Haschana voor cello en orkest, beschouwd als zijn meest karakteristieke werk en zeer gewaardeerd door Pablo Casals, wordt af en toe ten gehore gebracht. Tot een 'Smulders-revival' is het echter nog niet gekomen. Zijn romans worden in Wallonië soms nog gelezen.
In de Maastrichtse buurt Caberg is sinds 1958 een straat naar hem vernoemd: de Carl Smulderssingel. In 2013 werd aan het pand Sint Hubertuslaan 3, Smulders' laatste woonadres in Maastricht (1915-1918), een plaquette onthuld.

## Composities

### Orkestmuziek
- Concert in a-mineur voor piano en orkest (1886), opgedragen aan Jean-Théodore Radoux.[6]
- Rosch-Haschana, Prière pour violoncelle et orchestre (1898), opgedragen aan Arnold Vrijthoff.[7]
- Adieu, Absence et Retour (1898), symfonisch gedicht, opgedragen aan Willem Mengelberg
- Chant d'amour (1900), symfonisch gedicht
- L'Aurore, Le Jour, Le Crépuscule, Hymne au Soleil (1902), symfonisch gedicht, opgedragen aan Sylvain Dupuis.[8]
- Ymnis et Numaine (1904), ballade voor zangstem en orkest op tekst van Richard Ledent, opgedragen aan J.C. Hol.[9]

### Kamermuziek
- Trio voor piano, viool en cello (1880)
- Cantilene voor piano en viool (1894), voorstudie voor het onvoltooide symfonisch gedicht Hildhyllia, opgedragen aan Pieter van der Meer de Walcheren
- Sonate nr. 1 voor piano en viool (opgedragen aan Alphons Diepenbrock)
- Sonate nr. 2 voor piano en viool

### Mannenkoor
- La Mer
- La Route
- Pater Noster
- Ave Maria
- Au Soleil
- Psaume
- Les Animaux malades de la Peste
- Cloches de France (1914)
- Vae Victus (1914)
- Fleurs de France (1914)

### Solisten, koor, orkest
- Andromède, cantate (tekst van Jules Sauvenière) (1891)
- Omnium Gallorum fortissimi sunt Belgi (uit De bello Gallico van Julius Caesar)

### Zangstem, piano
- Il pleure dans mon cœur (gedicht van Paul Verlaine) (1896)
- Drie liederen (1899):
  - Dormir, jamais plus revivre (eigen tekst)
  - Verloren (gedicht van "A. St.")
  - Chanson d'Engaddi (gedicht van Tristan Klingsor)
- Les Cloches de Belgique (tekst van René Malherbe)
- Ceux qui pieusement sont morts pour la Patrie (tekst van Victor Hugo)
- Hymnus (opgedragen aan Aaltje Noordewier-Reddingius)

## Romans
- Les Feuilles d'Or, conte fantastique (1906)
- La Correspondance de Sylvain Dartois (briefroman, 1907)
- La Ferme des Cladauderies (1910)
- Vers les Sommets (1913)

- Digitale Bibliotheek voor de Nederlandse Letteren: smul009
- Gemeinsame Normdatei: 139788239
- International Standard Name Identifier: 0000 0000 7262 4155
- Library of Congress Control Number: n98037094
- MusicBrainz: 17ce935b-9573-4adc-8fd2-bc2d647600f7
- Nederlandse Thesaurus van Auteursnamen: 074987216
- Virtual International Authority File: 33771226
- WorldCat: E39PBJqfDmx4kcwRmx4hpD3G73